# Chapel (язык программирования)
Chapel — новый язык программирования с поддержкой распараллеливания, разработанный корпорацией Cray. Язык был разработан в рамках проекта «Каскад» (Cascade), для участия в программе DARPA Высокопродуктивные компьютерные системы (High Productivity Computing Systems, HPCS), целью которой являлось увеличение производительности суперкомпьютеров к 2010 году. Chapel был призван улучшить программируемость распараллеливания вычислений как в целом, так и для систем «Каскада» в частности, путём реализации наиболее высокого уровня выражения, нежели это позволяют нынешние языки, а также за счёт улучшения разделения на алгоритмические выражения и реализацию структур данных.
Chapel также именуемый как Каскадный высокопроизводительный язык (Cascade High Productivity Language), поддерживает модель высокоуровневого многопоточного параллельного программирования за счёт поддержки абстрагирования распараллеливания данных, задач и вложенных подзадач. Это позволяет оптимизировать локальность (компактность) данных и вычисление в программе через абстрагирование передачи данных и вложенных вычислений, определяемых данными. Язык позволяет повторно использовать и обобщать код за счёт объектно-ориентированных концепций и особенностей обобщённого программирования. Хотя Chapel и позаимствовал концепции из множества предшествующих языков, его концепции параллелизма очень близки к базовым идеям High-Performance Fortran (HPF), ZPL и расширениям языков Фортран и Си, реализованным в компьютере Cray MTA.

## Дополнительные источники
- The Chapel Project
- Спецификация Chapel
- 99 бутылок пива в Chapel Архивная копия от 6 октября 2008 на Wayback Machine